# Emphiesmenus schageni
Emphiesmenus schageni là một loài bọ cánh cứng trong họ Cerambycidae.